# Wysoczyzna Kałuszyńska
Wysoczyzna Kałuszyńska (318.92) – region fizycznogeograficzny w zachodniej części Niziny Południowopodlaskiej, między równinami Wołomińską na północy i północnym zachodzie oraz Garwolińską na południowym zachodzie i południu a Obniżeniem Węgrowskim (Liwiec) na wschodzie i południowym wschodzie. Zajmuje powierzchnię 818 km².
Stanowi płaską wysoczyznę denudacyjną wznosząca się nad otaczające ją tereny (wysokości do 223 m). 

Jest obszarem źródłowym licznych rzek, m.in.: Mieni (dopływ Świdra), Czarnej (uchodzi do Kanału Żerańskiego), Rządzy (ujście do Jeziora Zegrzyńskiego), Osownicy (dopływ Liwca). 
Obszar zagospodarowany rolniczo. Największe miasto: Mińsk Mazowiecki.